# Thomas Struth
Thomas Struth (n. 11 octombrie 1954, Geldern, Renania de Nord-Westfalia, RFG) este un fotograf german.
Struth este cel mai bine cunoscut pentru seria sa Museum Photographs, portretele de familie și fotografiile alb-negru ale străzilor din Düsseldorf și New York realizate în anii 1970. Struth locuiește și lucrează în prezent între Berlin și New York.